# Sal marina

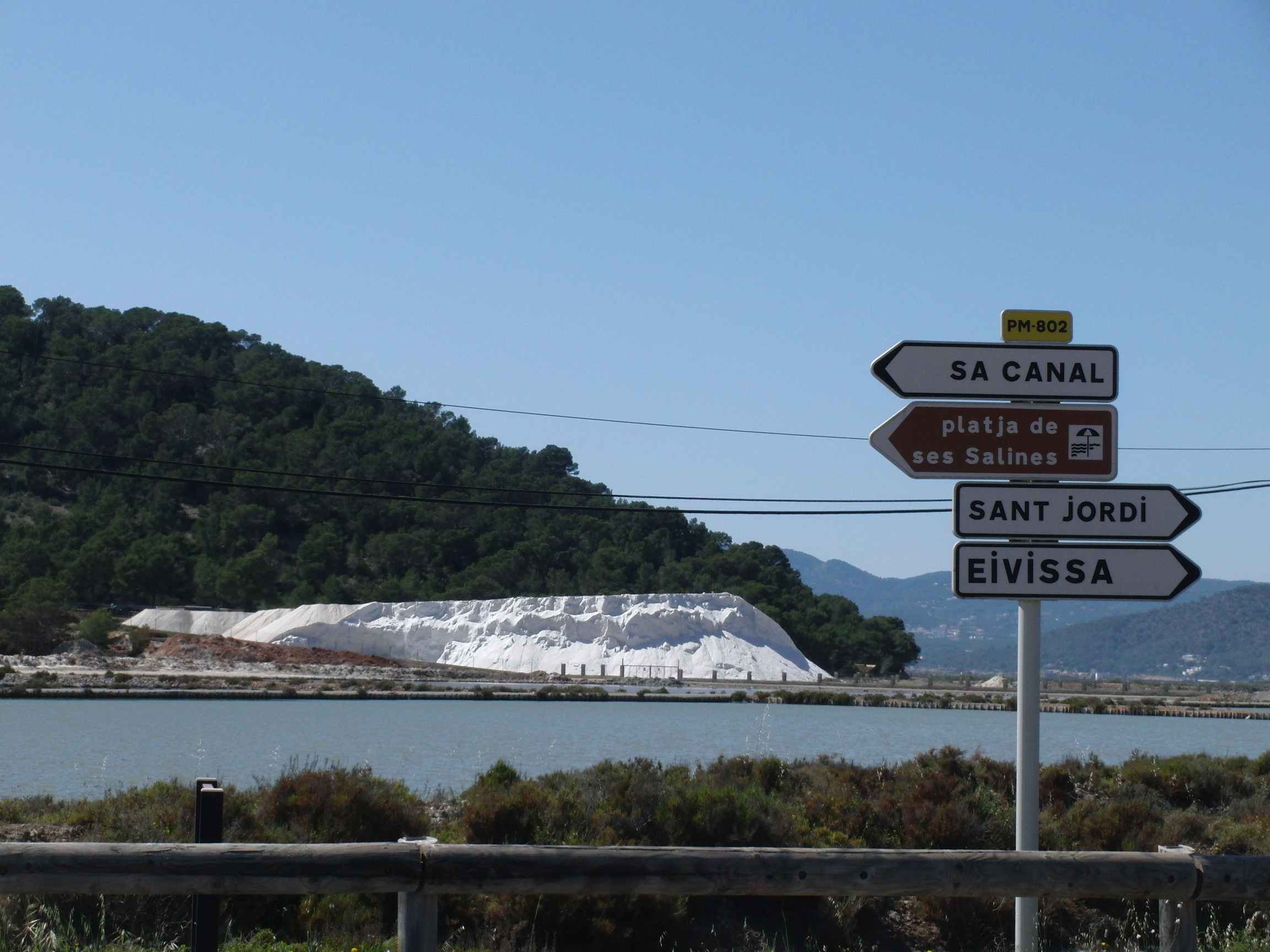
Sal a les Salines d'Eivissa

La sal marina és la sal procedent de l'evaporació de l'aigua de mar, davant la sal gemma o sal de roca extreta de mines terrestres. Les salines són els centres per excel·lència de producció de sal marina.

## Composició
Per regla general, la sal marina té un 86%de clorur de sodi (NaCl) i traces d'oligoelements com ara calci, clorur de magnesi, potassi, iode i manganès. La sal marina refinada és composta gairebé exclusivament de clorur de sodi (més del 99%).

Composició química de la sal marina.

La composició de la sal marina varia depenent de la situació geogràfica de la salina. Així la sal de l'Atlàntic és més rica en sals de magnesi i en partícules de flora marina (plàncton, algues microscòpiques) que la sal de la Mediterrània. La flor de sal, que es cull a la superfície de la salmorra de les eres de la salines, té més proporció de iode.

## Mètodes d'obtenció
La sal marina és collida generalment en salines situades en llocs càlids, on l'acció del sol i dels vents permet l'evaporació de l'aigua de mar fins que es formin els vidres de sal. Se situen sobretot en maresmes costaneres on la nul·la altitud facilita la canalització de l'aigua de les marees fins a les eres d'evaporació. La salina marítima d'evaporació solar més septentrional d'Europa es troba a la maresma de Séné, a la costa meridional de la Bretanya; avui en dia sense activitat salinera.
En regions més fredes i humides, calen altres mitjans d'evaporació de l'aigua de mar. La cristal·lització de la sal s'efectua llavors en factories on l'aigua de mar és bullida en uns recipients de poca altura: les paelles d'evaporació. És el procés utilitzat al poble de Maldon, a Anglaterra.
Ambdós procediments van ser utilitzats des de l'edat del ferro, però amb el desenvolupament dels mitjans de transport, les factories de sal ignígena (per l'acció del foc) no van suportar la competència de les salines solars, la producció de les quals era molt més gran i menys costosa.

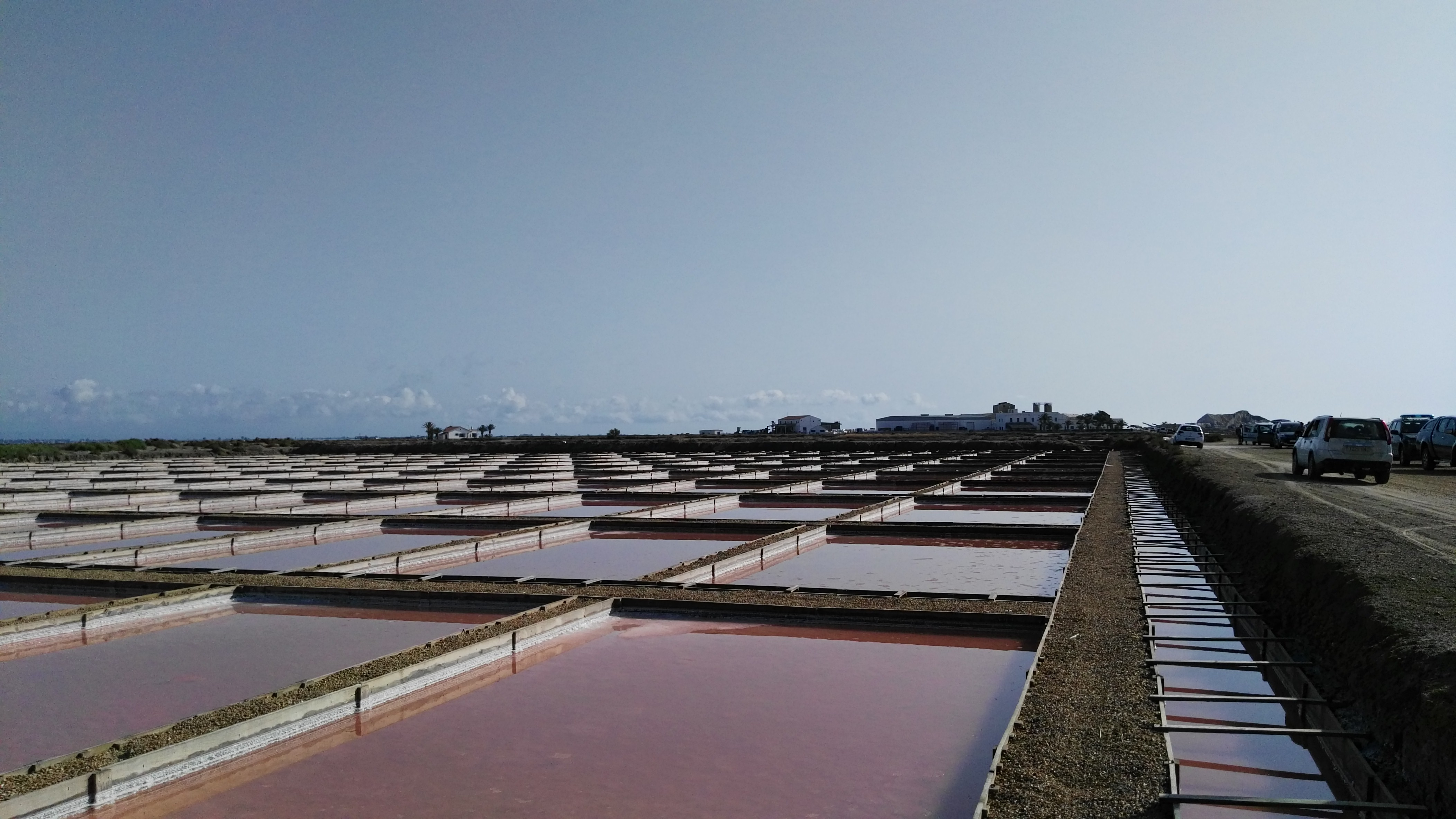
Salines de la Trinitat. Parc Natural del Delta de l'Ebre

## Usos
La sal marina i la sal gemma tenen el mateix ús, essent la primera més apreciada en gastronomia pel seu sabor més exquisit. La sal marina s'empra tradicionalment en l'elaboració de salaons de peixos, com ara el bacallà, les anxoves, les sardines, així com de carns.